# Mininova
Mininova – strona internetowa powstała w 2005.
Stanowi jeden z największych trackerów BitTorrenta i funkcjonuje jako wyszukiwarka plików .torrent. Witryna jest popularna wśród użytkowników P2P, którzy od 27 listopada 2009 legalnie wymieniają pomiędzy sobą pliki z muzyką, filmami, oprogramowaniem i inne.
Od 27 listopada 2009 roku na stronie można znaleźć tylko legalne pliki. Twórcy serwisu decyzją sądu zostali obciążeni karą pieniężną za udostępnianie plików .torrent, których rozpowszechnianie za pośrednictwem sieci P2P było niezgodne z prawem. W wyniku otrzymanej kary postanowiono usunąć wszystkie nielegalne .torrenty.
Obecnie można pobierać jedynie te pliki, które zostały przez twórców serwisu Mininova uprzednio zatwierdzone. Są to pliki obecnie tylko płyt muzycznych ponieważ administratorzy wyłączyli dodawanie i wyszukiwanie gier, filmów itp.